# ويليام غرين ميلر
ويليام غرين ميلر (بالإنجليزية: William Green Miller)‏ هو دبلوماسي أمريكي، ولد في 15 أغسطس 1931 في نيويورك في الولايات المتحدة، وتوفي في 23 سبتمبر 2019 في فرجينيا الشمالية في الولايات المتحدة.